# Roubine (rivière)
Pour les articles homonymes, voir Roubine.
La Roubine est une rivière de Vaucluse qui prend sa source au pied des monts de Vaucluse, dans la vallée du Calavon, se dirige vers le sud-est avant de confluer en rive droite dans l'Imergue.

## Géographie
La longueur du cours d'eau est de 5,4 km.
La Roubine prend sa source sur la commune de Gordes, alimentée par plusieurs petits ravins localisés au nord-est du bourg entre la Gachole/les Rapières et les gorges de Véroncle.
Après avoir parcouru quelques kilomètres dans la plaine au sud-est du village et récupéré l'eau de ruisseaux en provenance de Saint-Chaffrey, elle rejoint la commune de Goult entre la Badelle et le moulin des Roberts, pour se jeter, dès la limite de commune franchie, dans l'Imergue. Il s'agit donc d'un trajet qui s'effectue de manière quasi-exclusive sur la commune de Gordes.